# Kam (anatomie)

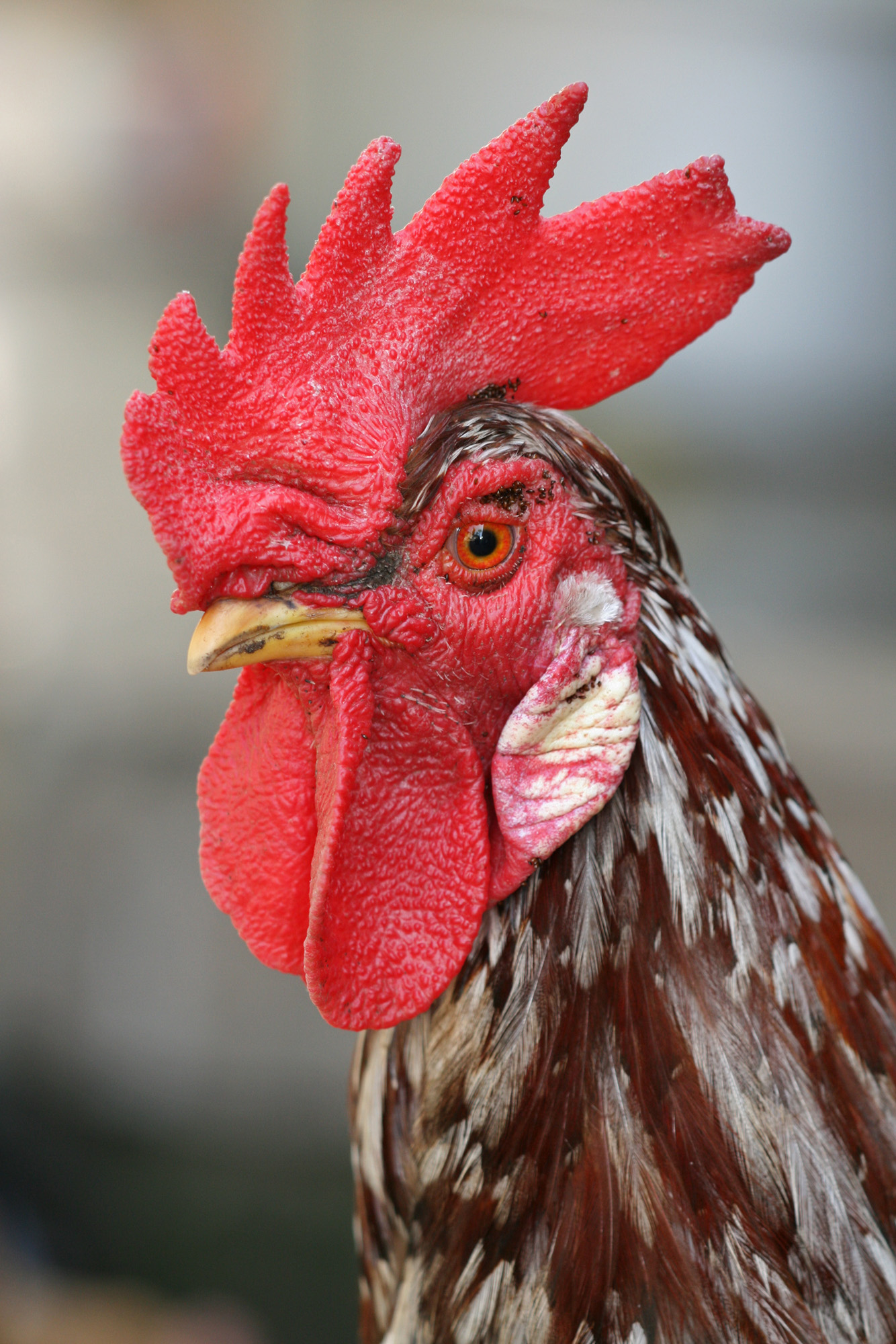
Haan met enkelvoudige kam,
oorlellen en keel- of kinlellen

Een kam midden op de kop van bepaalde hoendervogels (Galliformes) is een vlezig uitgroeisel, het duidelijkste aanwezig bij de kalkoen, de fazant en de gedomesticeerde kip. Men spreekt vaak van een hanenkam, omdat de kam bij mannelijke dieren groter is. De kam vormt een delicatesse in de gastronomie.

## Kamvormen
Vooral bij de huiskip komen door eeuwenlange selectie veel verschillende kamvormen voor.
- enkelvoudige kam: de waaierachtige oervorm
- bekerkam: een kam die uit twee halfrond lopende enkelvoudige kammen bestaat, die elkaar aan de voor- en achterkant raken
- bladerkam: een kam die uit twee halfrond lopende enkelvoudige kammen bestaat, die elkaar enkel aan de achterkant raken
- rozenkam of rozekam: een lage kam met wratachtige oppervlakte en een naar achter uitstekende doorn
- erwtenkam: een zeer lage kam die uit drie knobbelige rijen bestaat
- walnotenkam: een kam die als een halve walnoot op de schedel ligt
- hoorntjeskam: een kam die uit twee kleine hoorntjes bestaat
- aardbeienkam: een lage kam, die op een gehalveerde aardbei lijkt
- hangkam: een enkelvoudige kam die afwisselend links en rechts zijdelings naar beneden hangt

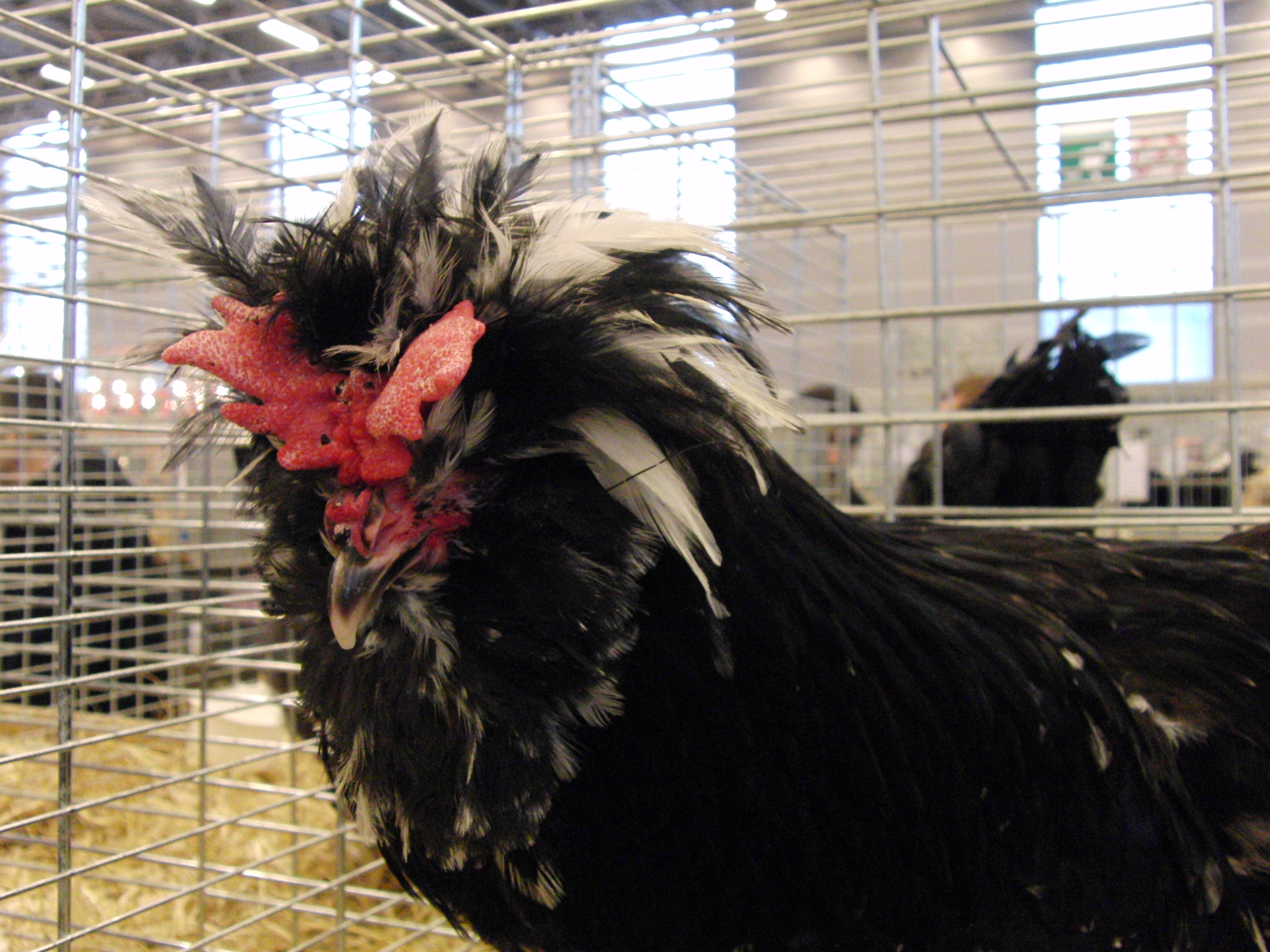
Houdan met bladerkam
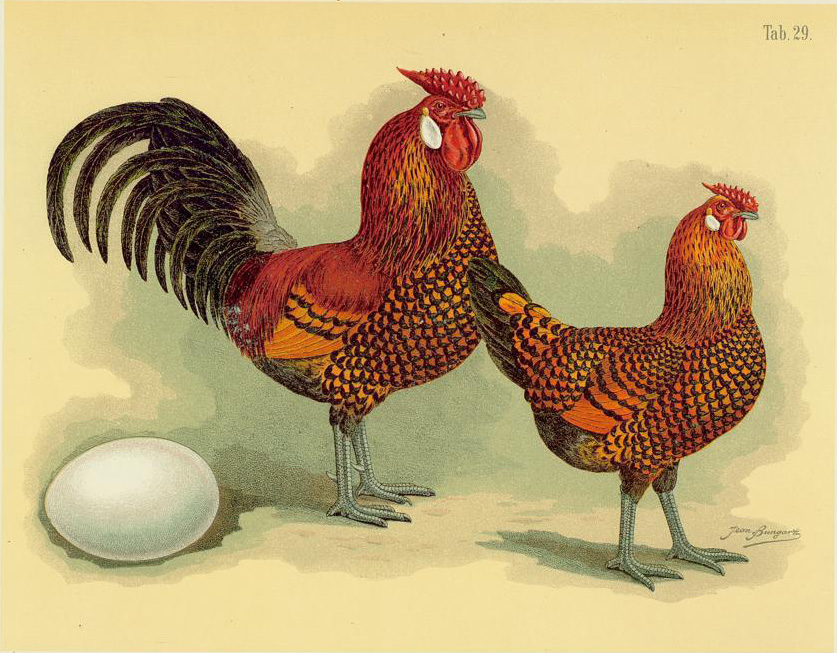
Hollandse hoenders met rozenkam
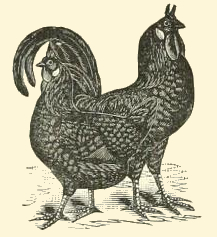
Laflèche, daarvan de haan met hoorntjeskam
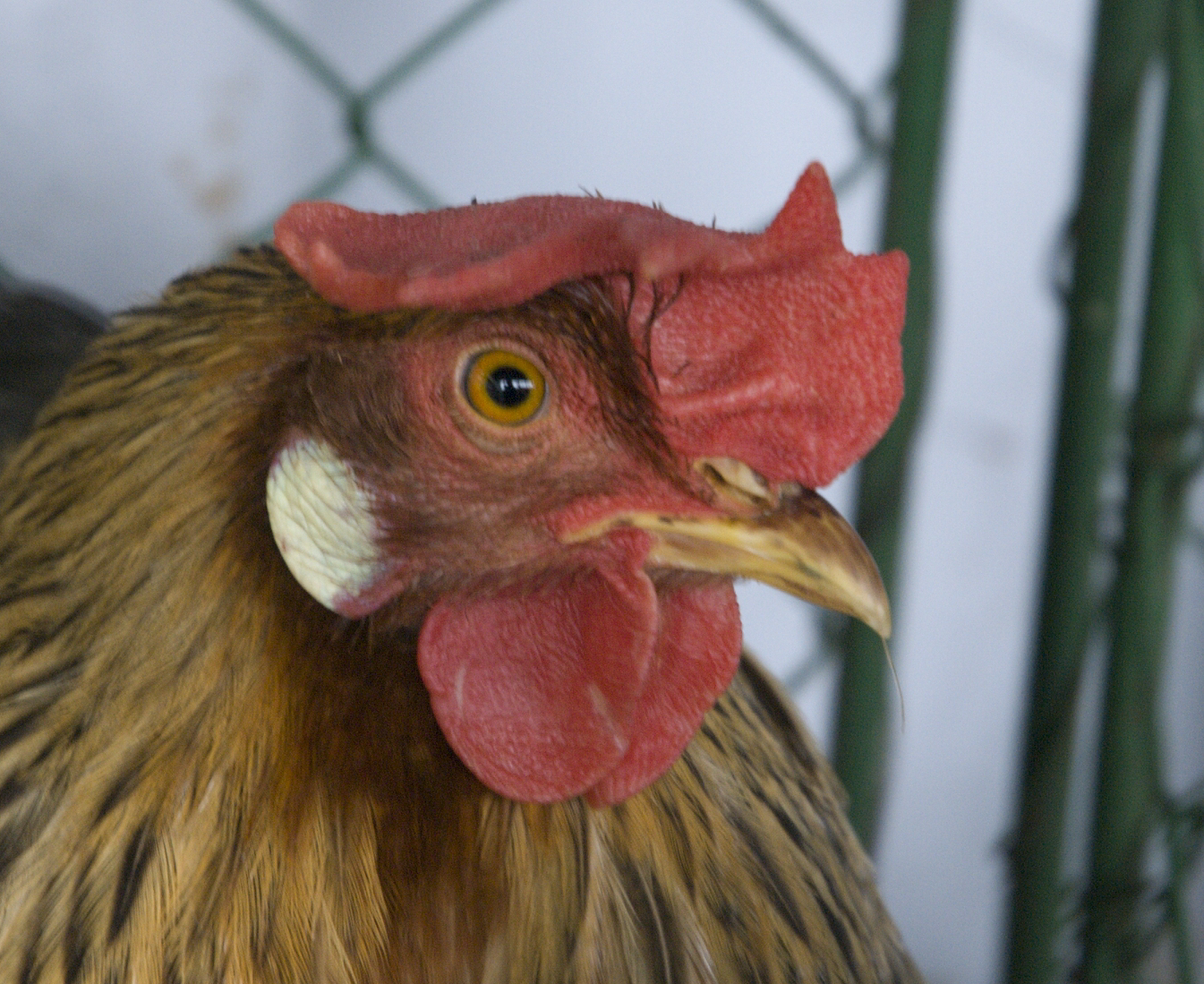
Leghornhen met hangkam
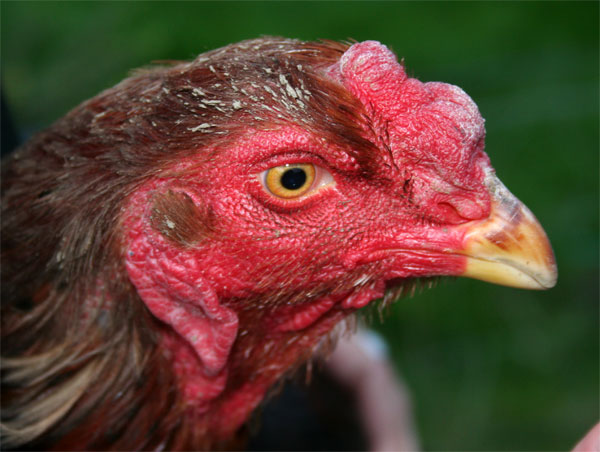
Aseel met walnotenkam

## De kam bij reptielen en dinosauriërs
Ook komen kammen voor bij reptielen, zoals de brughagedissen en andere dieren. Ook enige soorten dinosauriërs hadden een kam.

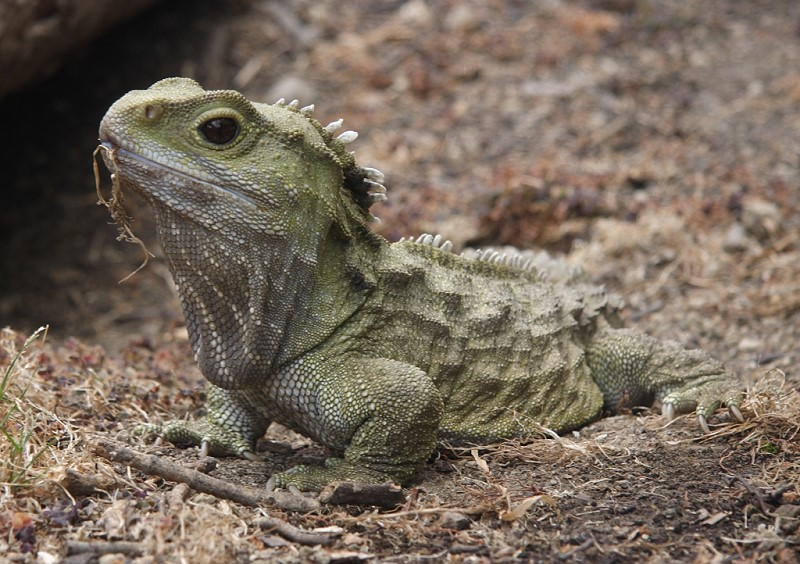
Mannetje van een Sphenodon punctatus
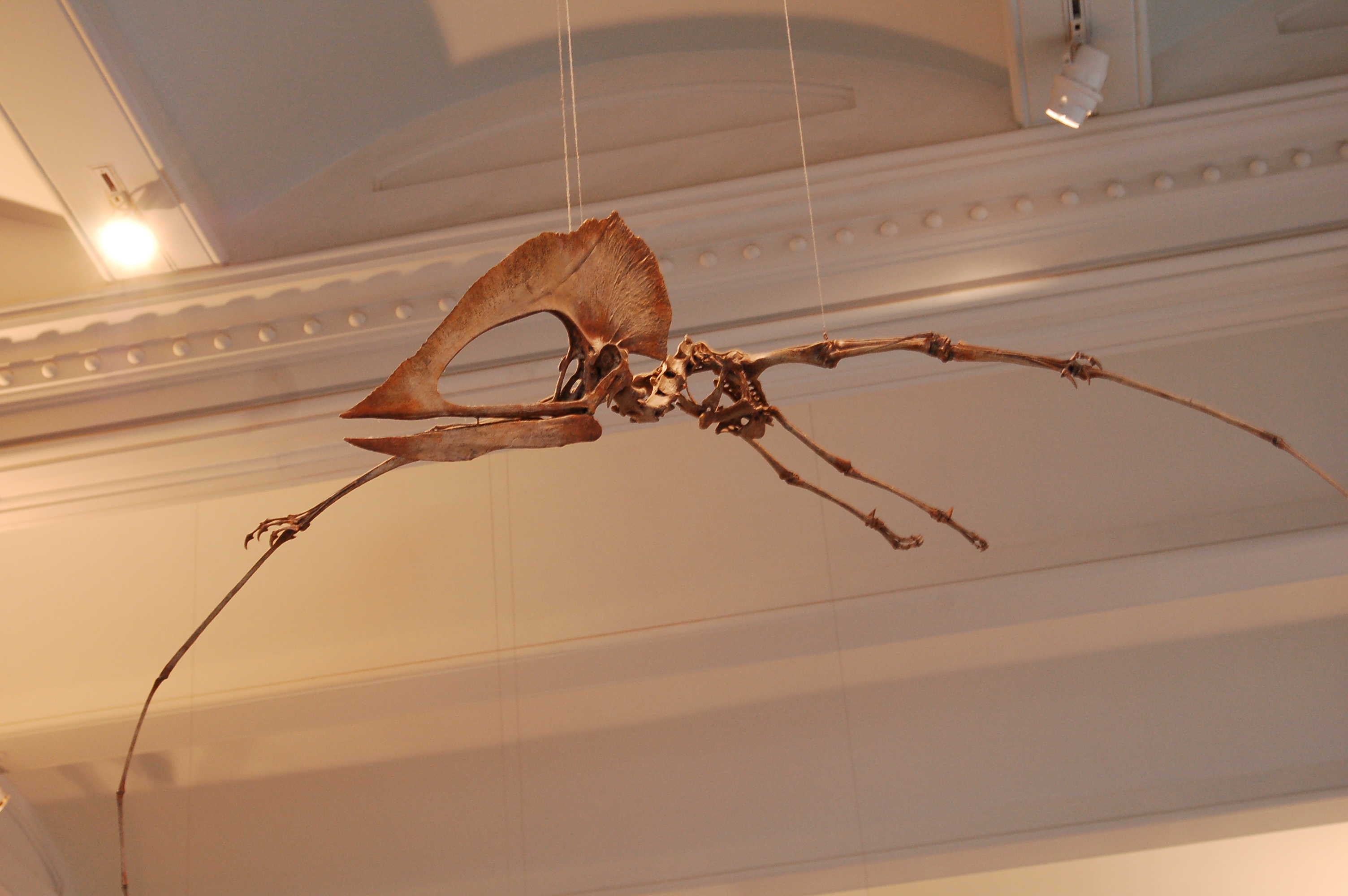
Model van een Tupuxuara leonardii
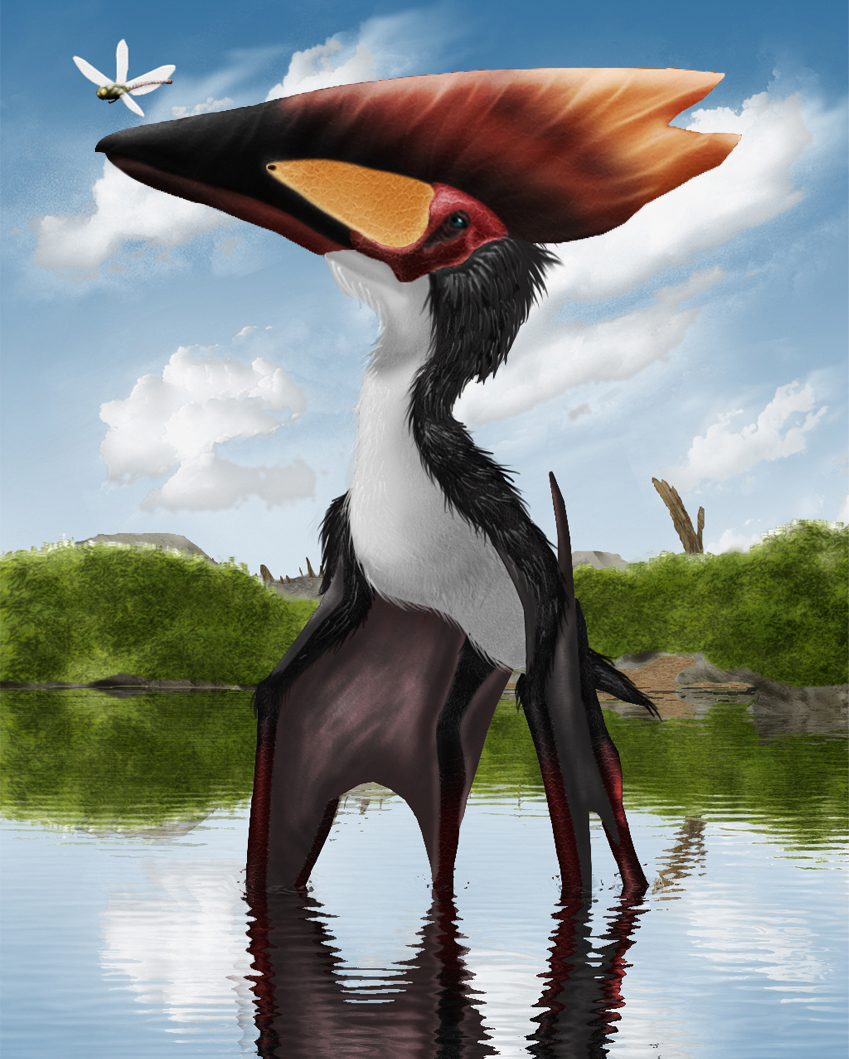
Reconstructie van een Thalassodromeus sethi